# Buđevo
Buđevo (cyr. Буђево) – wieś w Serbii, w okręgu zlatiborskim, w gminie Sjenica. W 2011 roku liczyła 89 mieszkańców.